# Reformationskirche (Hilden)

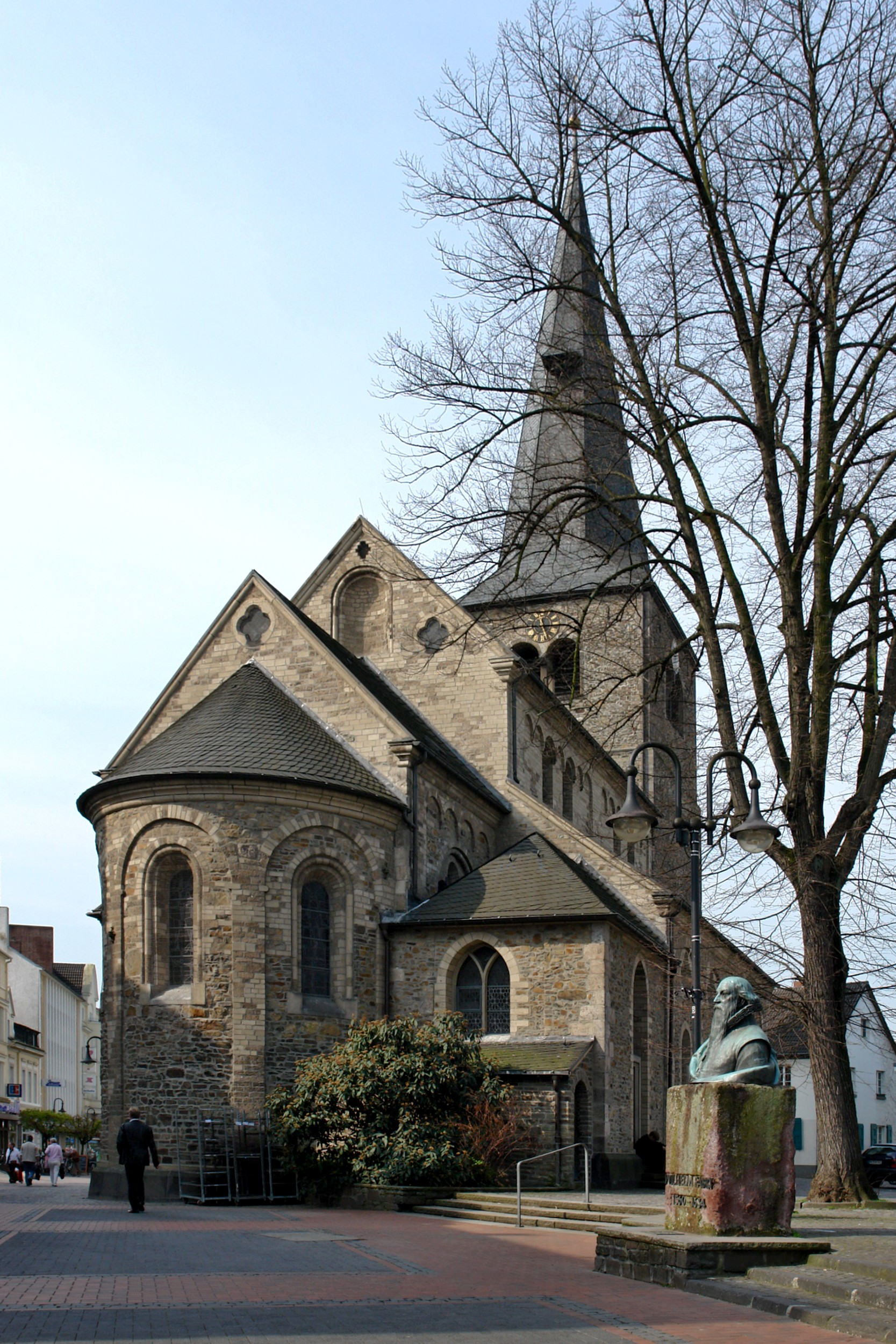
Reformationskirche zu Hilden

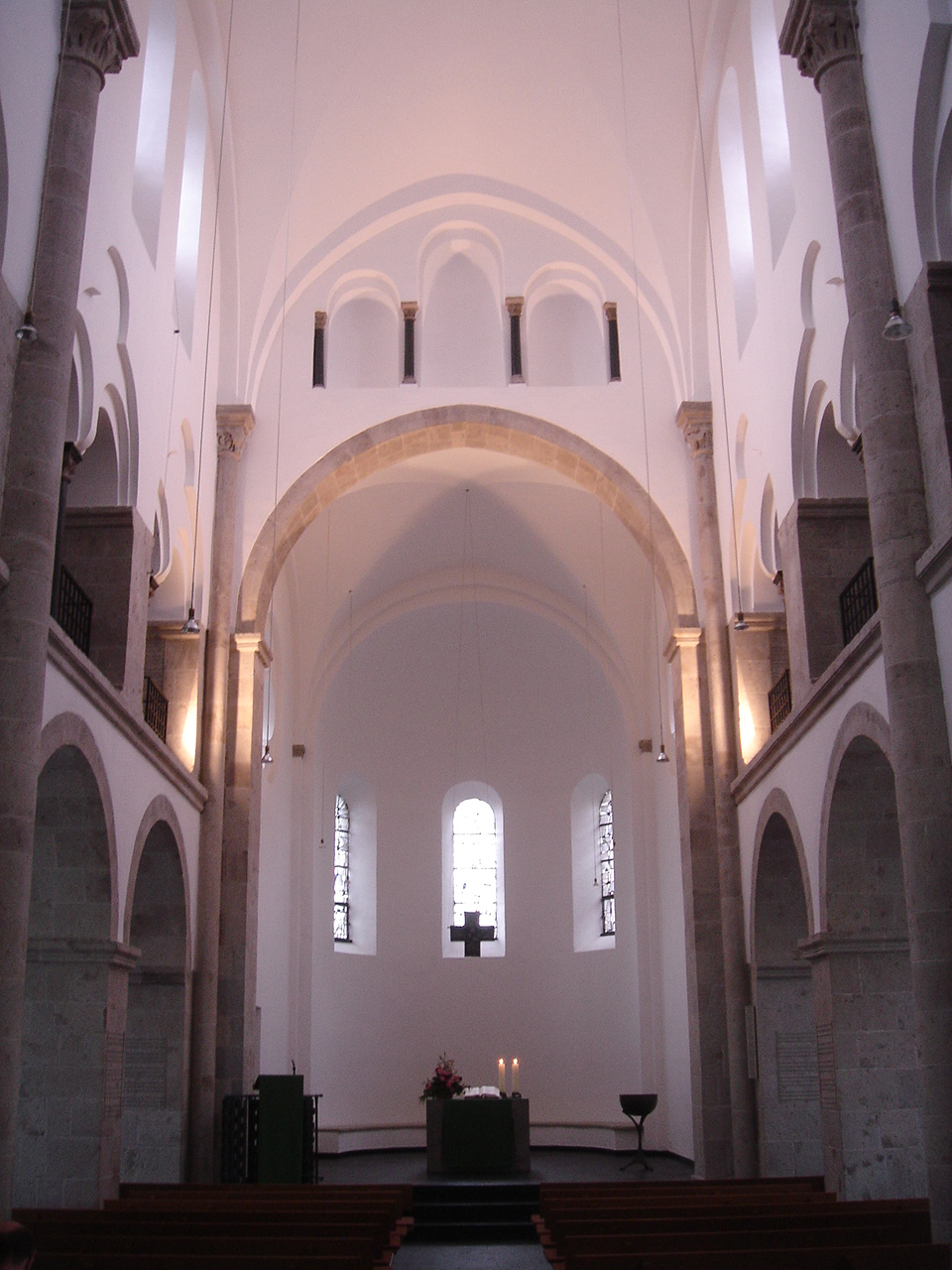
Innenansicht

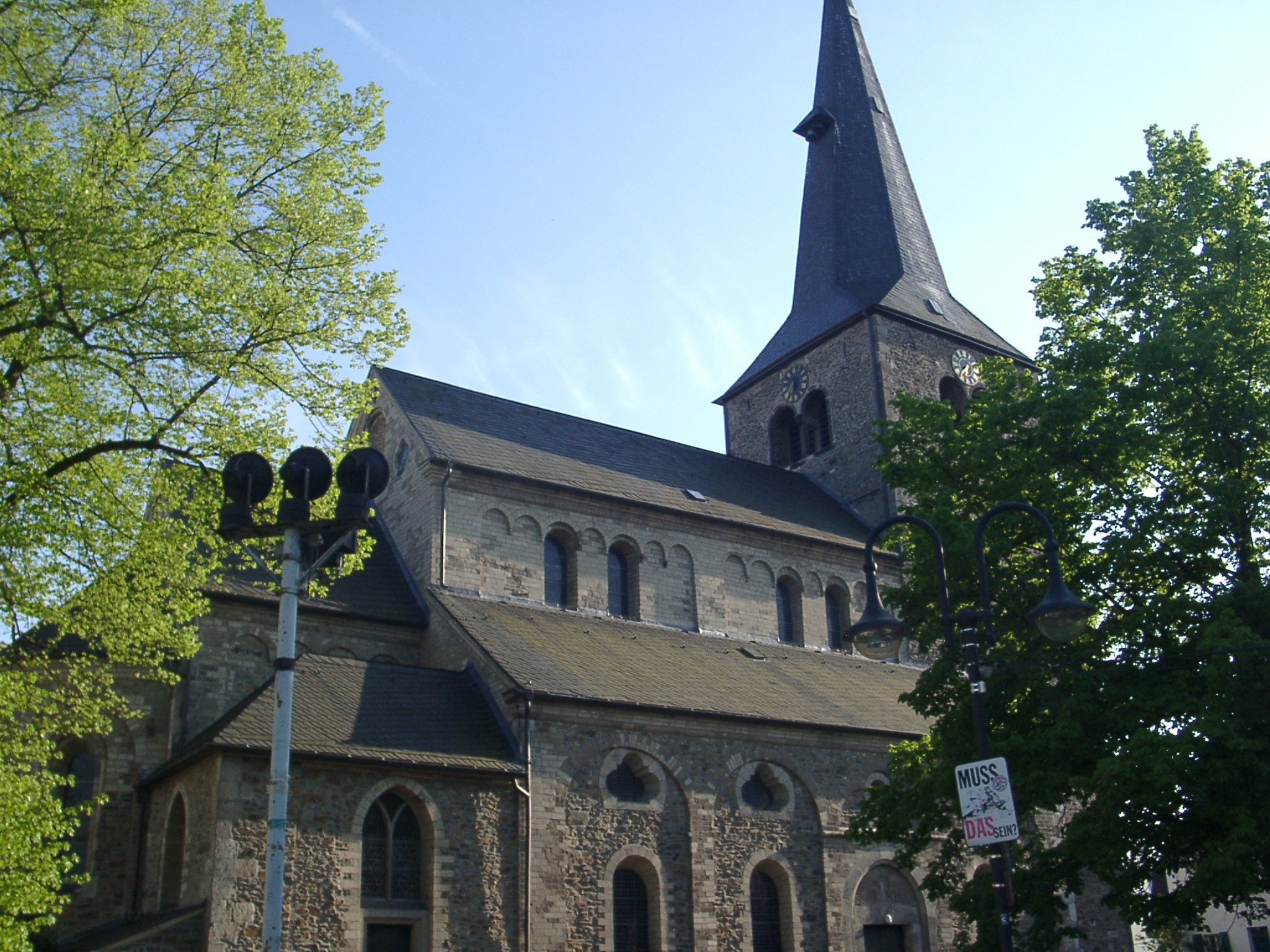
Reformationskirche zu Hilden

Die Reformationskirche zu Hilden befindet sich am Markt in Hilden im Kreis Mettmann. Gemeinsam mit dem Quirinus-Münster in Neuss und der Abteikirche St. Ludgerus in Essen-Werden zählt die evangelische Pfarrkirche zu den bedeutenden späten Emporenbasiliken im romanischen Stil am Niederrhein. Die ursprünglich römisch-katholische Kirche war zunächst St. Jacobus dem Älteren gewidmet, wurde dann nach dem Westfälischen Frieden an die Evangelischen übertragen und trug bis 1958 die Bezeichnung „Evangelische Kirche“. Seit 1958, zum Beginn des Baus weiterer evangelischer Kirchen in Hilden, trägt sie die Bezeichnung „Reformationskirche“. Die Kirchengemeinde gehört zum Kirchenkreis Düsseldorf-Mettmann der Evangelischen Kirche im Rheinland.

## Baugeschichte

### Vorgängerbauten
Bei der Restauration der Kirche 1965–1968 konnten bei archäologischen Untersuchungen unter der Leitung von Günther Binding drei Vorgängerbauten nachgewiesen werden.
Die Kirchen waren keine Dorfkirchen, sondern Kapellen des kölnischen, erzbischöflichen Hohen Hofes, der in Hilden einen Fronhof unterhielt.
Der ursprüngliche Bau der „Ersten Hildener Kirche“ war eine einfache Saalkirche. Ihr Bau begann 922, und 924 wurde sie als Hofkapelle des erzbischöflichen Tafelgutes Hilden eingeweiht.
Der Hof Hilden umfasste die Kirche und 31 Häuser, davon 25 mit insgesamt ca. 100 Einwohnern bewohnt.
Im 11. Jahrhundert folgte ein größerer Bau als „Zweite Hildener Kirche“, der im 12. Jahrhundert, mit einem neuen Langhaus und einem Turm versehen zur „Dritten Hildener Kirche“ wurde. Auf dem Unterbau des damaligen Turms steht der heutige Turm.

### Bau St. Jacobus
Erzbischof Engelbert I. von Köln (als Engelbert II. auch Graf von Berg) ließ während seiner Amtszeit von 1216 bis 1225 die Pfeilerbasilika erbauen. Ihre heutige Gestalt erhielt die „Vierte Hildener Kirche“ 1255. Das Dorf Hilden hatte in jenem Jahr ca. 400 Einwohner.

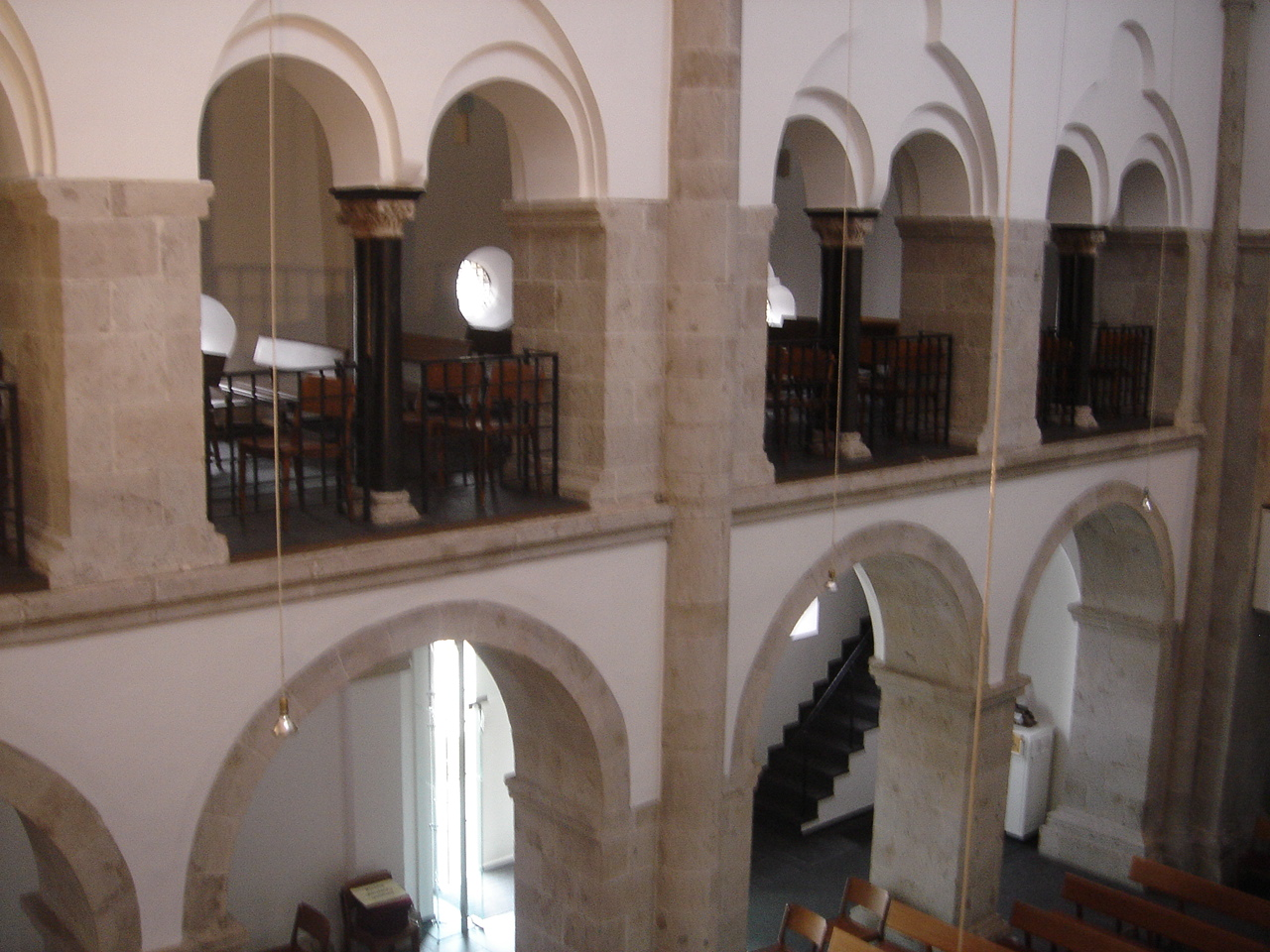
Empore in der Reformationskirche

Sie ist im Rheinland die älteste, dreischiffige, spätromanische Kreuzbogenemporenbasilika. Das Längsschiff ist nach Osten ausgerichtet. Das Längsschiff ist mit zwei fast quadratischen Gewölben auf kräftigen Dreiviertel-Diensten überspannt. Das Kirchenschiff ist übereinstimmend etwa 14 Meter lang, breit und hoch. Es ließe sich also in einen Kubus einfügen. Dabei haben die in diese Maßzahlen einbeschlossenen Seitenschiffe die halbe Breite des Mittelschiffes.
Die Emporen öffnen sich in breiten Doppelbogen mit Kleeblattabschluss. Seitenschiffe und Emporen, die sämtlich kleine Ostapsiden haben, sind mit gratigen Kreuzgewölben auf schlichten Pilastern überwölbt. Charakteristisch sind für das Emporengeschoss die flachbogigen Aussparungen der Außenwände, wie sie sich auch sonst bei spätromanischen Bauten des Rheinlands finden, zum Beispiel St. Kunibert in Köln, St. Viktor (Oberbreisig), St. Kastor in Koblenz.
Die paarweise aneinander gezogenen Obergadenfenster, die reichen Formen der Vierpassfenster in Chor und Emporen bestimmen den Stil der spätromanischen Emporenkirchen.
Als Baumaterial für die architektonischen Einfassungen und gliedernden Bauteile wurde am Drachenfels bei Königswinter geschlagener Trachyt und Tuffstein verwendet.
Die Steine aus den Vorgängerbauten wurden wiederverwendet. Die alten Steine kann man noch am Treppenaufgang am Altar sehen.
Die beiden Emporen dienten im Mittelalter als Schlafplätze für 17 Pilger auf dem Jakobsweg nach Santiago de Compostela. Einen Tagesmarsch nördlich von Hilden liegt der Ort Homberg, heute zu Ratingen gehörend, und einen Tagesmarsch südwestlich von Hilden entfernt liegt Köln.

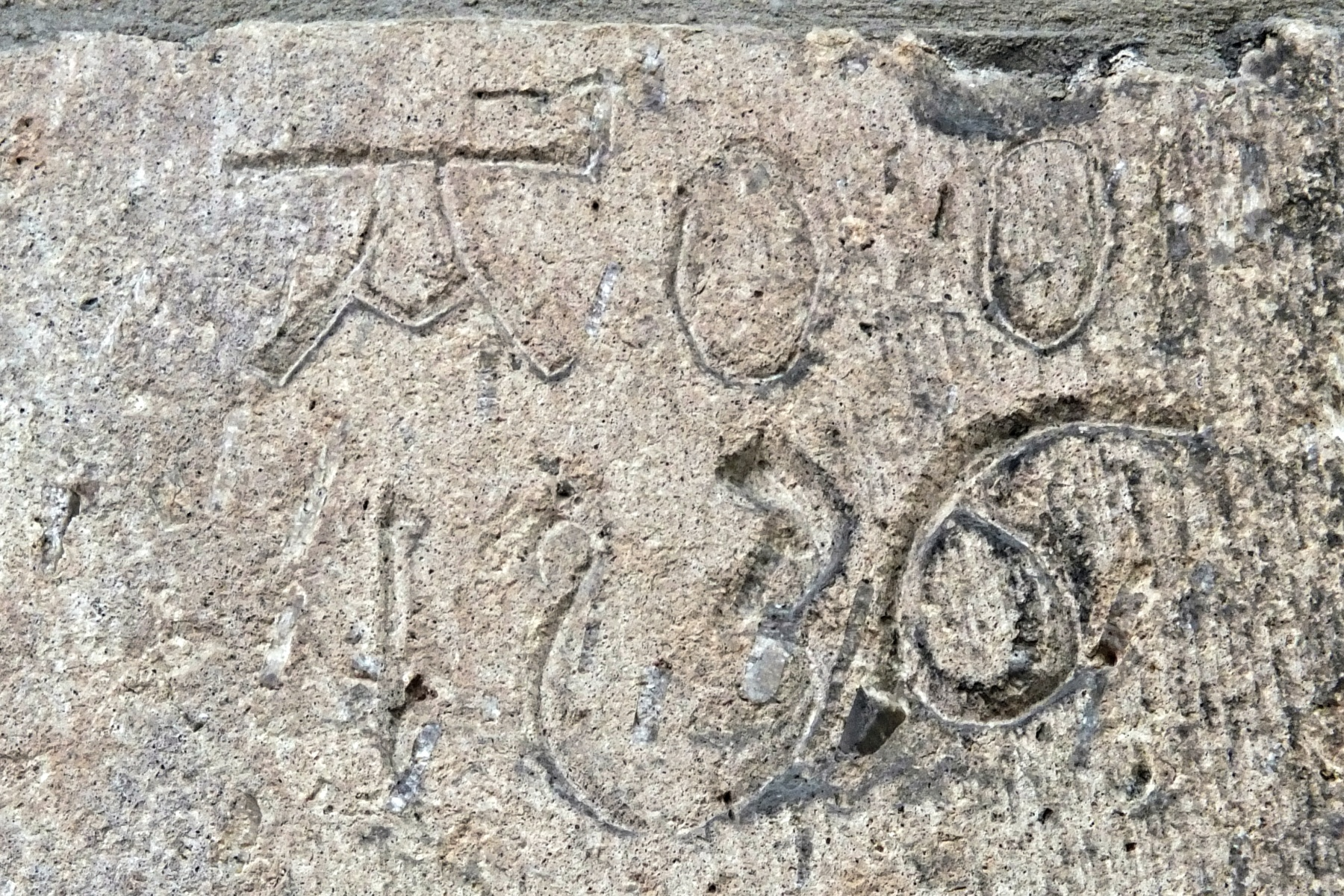
An der Sakristei: in Stein gemeißeltes Baujahr aus der Anfangszeit der Verwendung indisch-arabischer Ziffern

An der östlichen Außenwand gibt es einen Stein, der eine Inschrift hat, die wie 1-36 aussieht. Man ist sich bis heute nicht klar darüber, ob die zweite Ziffer eine mittelalterliche 2 oder 5 ist.

### Renovierung
In den Jahren 1859, 1881–1883, 1901–1902 (Planung Paul Clemen und Moritz Korn), 1939–1940, 1965–1968, 2004 und 2017–2018 wurden umfangreiche Renovierungsarbeiten durchgeführt.

#### Renovierung 1901–1902
Folgende wesentliche Arbeiten wurden vorgenommen
- Die Außenwand der Kirche war ursprünglich verputzt und gekalkt. Doch als ab Mitte des 19. Jahrhunderts in Hilden die Textilindustrie, die Stahlindustrie und der Maschinenbau Hochkonjunktur hatten, pusteten die mit Kohle befeuerten Kessel viel Ruß durch die Kamine heraus. Der Ruß verdreckte auch den Putz der Kirche. Bei Renovierungsarbeiten wurde dann 1901 der Putz abgeschlagen. Seither ist die Außenwand der Kirche steinsichtig zu sehen.
- Verwitterte Tuffsteine durch neue ersetzt.
- Die morschen Dächer wurden abgerissen und erneuert.
- Innen wurden alte Farbschichten von den Wänden abgekratzt und der freigelegte Naturstein poliert sowie eine neue Ausmalung durch A. Bardenheuer aus Köln aufgebracht.
- Das Turmportal wurde umgestaltet und
- die alte Heizungsanlage durch neue Füllöfen ersetzt und die Rauchabzugsrohre statt über die Kirchenfenster bis zum Turmkranz verlegt und hochgezogen.

Die Gesamtkosten betrugen 32.000 Mark für äußere und 28.500 Mark für innere Arbeiten. Für die anfallenden Kosten hatten die 41. bis 43. Provinzlandtage 15.000 Mark Zuschuss bewilligt.

#### Renovierung 1965–1968
Bei den Renovierungsarbeiten 1965–1968 wurde der Boden abgesenkt und eine Zwischendecke eingezogen, das westliche Portal bekam einen Windfang und wurde Haupteingangsbereich. Die Fenster im Chor wurden 1967 durch frei komponierte Antikglasfenster des Glasmalers Hermann Gottfried (1929–2015) ersetzt.
Nach den Renovierungsarbeiten wirkte die weiße, nüchterne Erscheinung des Innenraums heute calvinistisch schlicht.

#### Renovierung 2004
Am 15. Juni 2004 begannen umfangreiche Sanierungsarbeiten an der Außenwand der Reformationskirche.

#### Renovierung 2017–2018
Die Reformationskirche wurde vom April 2017 bis Februar 2018 renoviert.
Renovierung im Inneren
Die neu gestrichenen Wände erforderten eine besondere Anpassung der neuen Lautsprecheranlage. Der Fußboden wurde geölt.
Mit der neuen Beleuchtungsvielfalt kann die Architektur der Kirche betont werden. Die unteren Kapitellen werden durch indirektes Licht schön hervorgehoben.

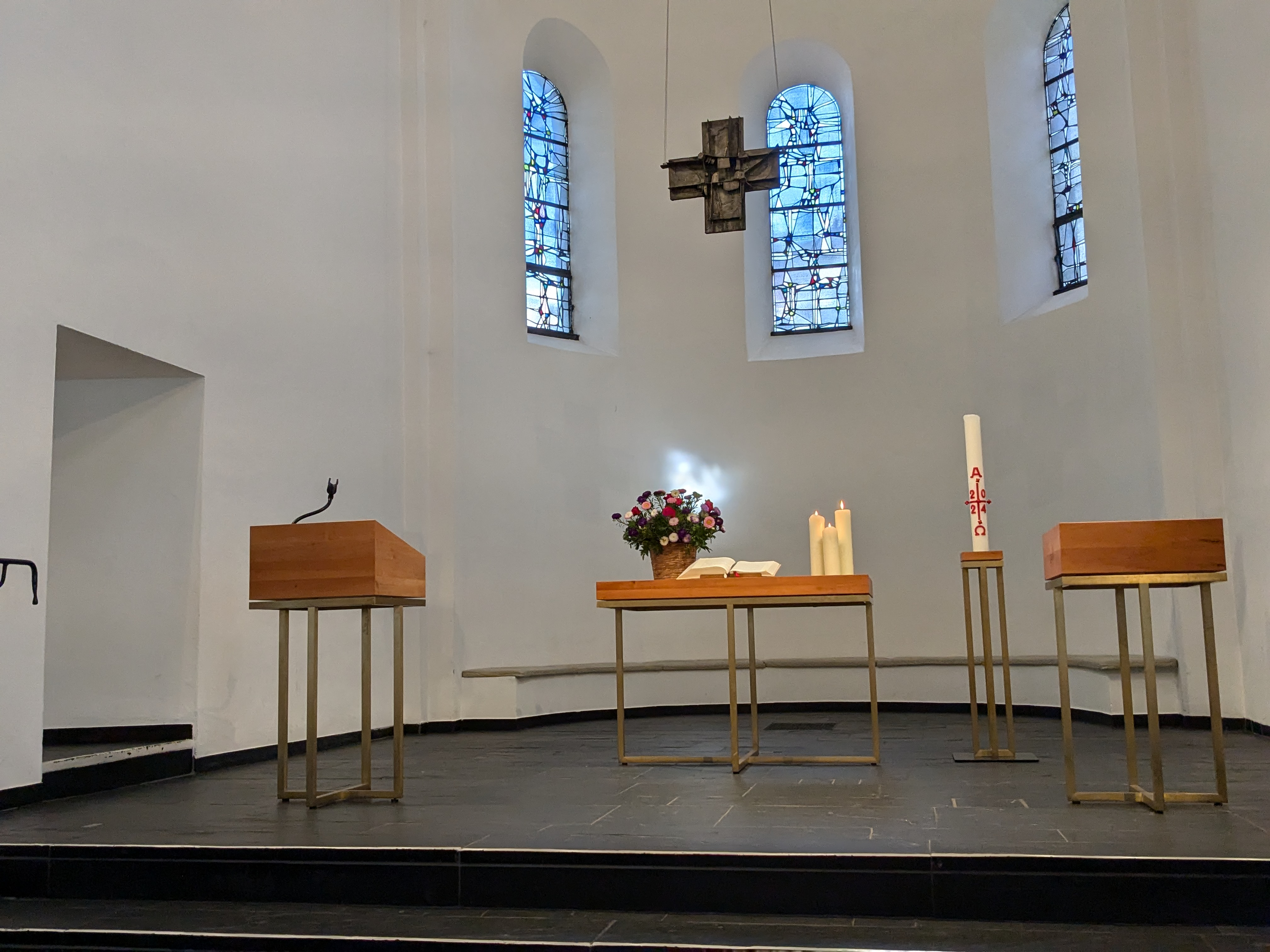
Prinzipalstücke

Im Altarraum wurden die Prinzipalstücke Taufbecken, Abendmahlstisch ausgetauscht und die Kanzel durch ein Lesepult (Ambo) ersetzt. Sie wurden von der Architektin Maria Hänichen entworfen. Sie sind noch durch einen großen Kerzenhalter ergänzt worden. Das gebürstete Messing der Gestelle glänzt golden. Sie sind mit Birnenholz kombiniert. Am Taufbecken sind stilisierte, moderne Abbilder für die vier Evangelisten, der Adler für Johannes, der Stier für Lukas, der Löwe für Markus und der Mensch für Matthäus kunstreich eingearbeitet. 
Steinmetz-Meister Hartmut Hegener gestaltete aus dem alten Altar, der ein Steinklotz mit rund drei Tonnen Gewicht war, mehrere Gedenktafeln und zwei 1,60 Meter hohe Obelisken. Sie stehen am Zugang zum Sternenkinder-Feld auf dem Hildener Südfriedhof.
Auf der Orgelempore ist die Beleuchtung neu und die Orgel wurde neu gestimmt.
Renovierung außen
Alter, brüchiger und nicht geeigneter Mörtel wurde von den Steinmetzen entfernt und neuer Mörtel wurde 30 cm tief eingespritzt. Die Dachrinnen wurden gesäubert, die Anschlussfugen von Turm zu Schiff im Dach wurden mit Bleiwolle abgedichtet. Defekte Schieferplatten auf dem Dach wurden ausgetauscht. Eine Bleifuge wurde an der Nahtstelle zwischen Dach und Turm angebracht.
Renovierung Turm
Am Turm und ringsum die Kirche wurde neuer Blitzschutz montiert. Es wurden Schutz- und Ableitbleche aus Kupfer mit wetterbeständiger Lasur angebracht.
Der Turm ist mit Stahlankern mit dem Kirchenschiff verbunden. Wie im 17. Jahrhundert üblich, besteht der Turm aus zwei dicken Mauern, zwischen die Geröll und Schutt aus Grauwacke (Wackersteine) gekippt wurde. Die Bohrer brauchten lange, bis sie die Grauwacke durchbohrten damit die weggerosteten alten Stahlanker durch neue Stahlanker aus dem modernsten rostfreien Stahl ersetzt werden konnten. Anschließend wurden die Anker mit 30 × 30 cm große Druckplatten verbunden und gespannt.
Während der gleichzeitig begonnenen Sanierung des Turms wurde festgestellt, dass zusätzlich ein beim Neuaufbau des Turmes in den Jahren 1695 bis 1698 um das Mauerwerk eingefügter Eisenring ersetzt werden musste, da er nun verrostet war und dadurch die Statik des Turms gefährdete.
Die Zifferblätter der Turmuhr waren während der Bauarbeiten heruntergenommen worden. Dabei zeigte der darunter liegende Putz, dass die Kirche bis 1900 zartrosa verputzt war. Die Funkuhr der Turmuhr zeigt wieder die richtige Uhrzeit an.
Die Glockenstube hat einen neuen Fußboden erhalten. Das Läutewerk der Glocken wurde überholt und das Uhrwerk gewartet. Für die Glocken gab es eine neue Läutemaschine mit neuen Verteilerkästen. Die Glocken sind auf „Ein-feste-Burg“ gestimmt.

## Auswirkungen der Reformation
Im Jahr 1345 wurde die Kirche dem Patronat des Apostel Jakobus des Älteren  anvertraut.
Seit 1508 gab es in der Pfarre Hilden eine Vikarie. Erster Vikar war „Konrad zum Dyche genannt Heidelberg“. Die Vikarie war der Ursprung des Schulwesens.
Während der Reformation wechselte ein Großteil der Hildener zunächst zur lutherischen Lehre und danach zur reformierten Lehre. Der erste reformierte Pastor Johann Heinrich Osterport (auch Osterpfort oder Osterportz, † um 1574) amtierte bereits 1558. Im Siegel weist die Zahl 1558 auf den ersten evangelischen Prediger in Hilden hin.
Während des 17. bis zum Beginn des 18. Jahrhunderts befand sich im Chorgewölbe der Kirche die Erbbegräbnisstätte der auf Haus Horst ansässigen Mitglieder der Adelsfamilie Schenk von Nideggen, Erbschenken des Herzogtums Berg.
Während des Dreißigjährigen Kriegs predigte am Stichtag 1. Januar 1624 der reformierte Pfarrer Johann Kohlhagen in der Kirche. Der reformierte Theologe Wilhelm Hüls (* 1598 Hilden, † 1659 Wesel), wirkte damals als Kohlhagens Vikar.
Nach dem Dreißigjährigen Krieg wurde das Gebäude 1650 entsprechend dem Stand des Normaljahrs 1624 nach den Bestimmungen des Westfälischen Friedens den Reformierten zugewiesen. Die Katholiken nahmen alle beweglichen Kirchenschätze (Ornamenta) mit. Hierzu gehörte auch die Statue des St. Jacobus, die heute noch in der Hildener St.-Jacobus-Kirche, Mittelstraße 10, zu sehen ist.
Von da an findet sich nur noch die Bezeichnung „Evangelische Kirche Hilden“. Mit der Einweihung der ev. Erlöserkirche im Süden von Hilden wurde die „Evangelische Kirche“ in der Stadtmitte am Markt 1958 in „Reformationskirche“ umbenannt.
Die römisch-katholische Gemeinde erbaute nach deren Neugründung am Ostrand Hildens, heute An der Gabelung, einen Neubau, St.-Jacobus-Kirche (Hilden) der das Patrozinium weiterführte.

## Ausstattung

### Kanzel

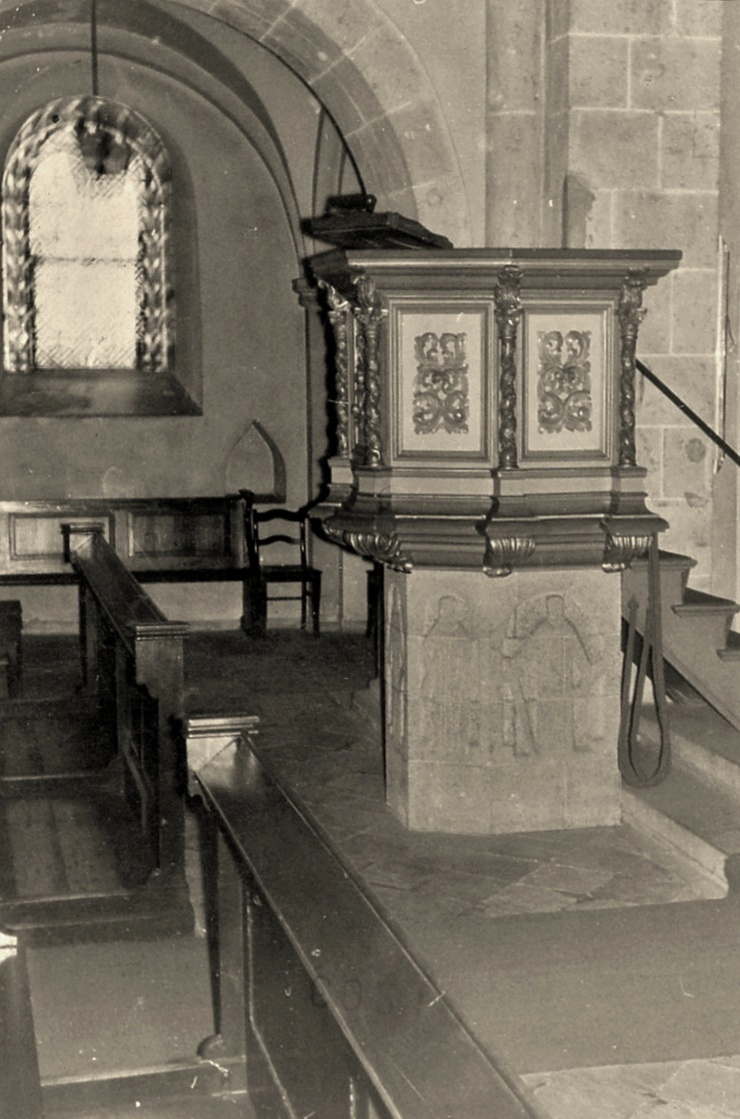
Kanzel von 1705 im Jahr 1962

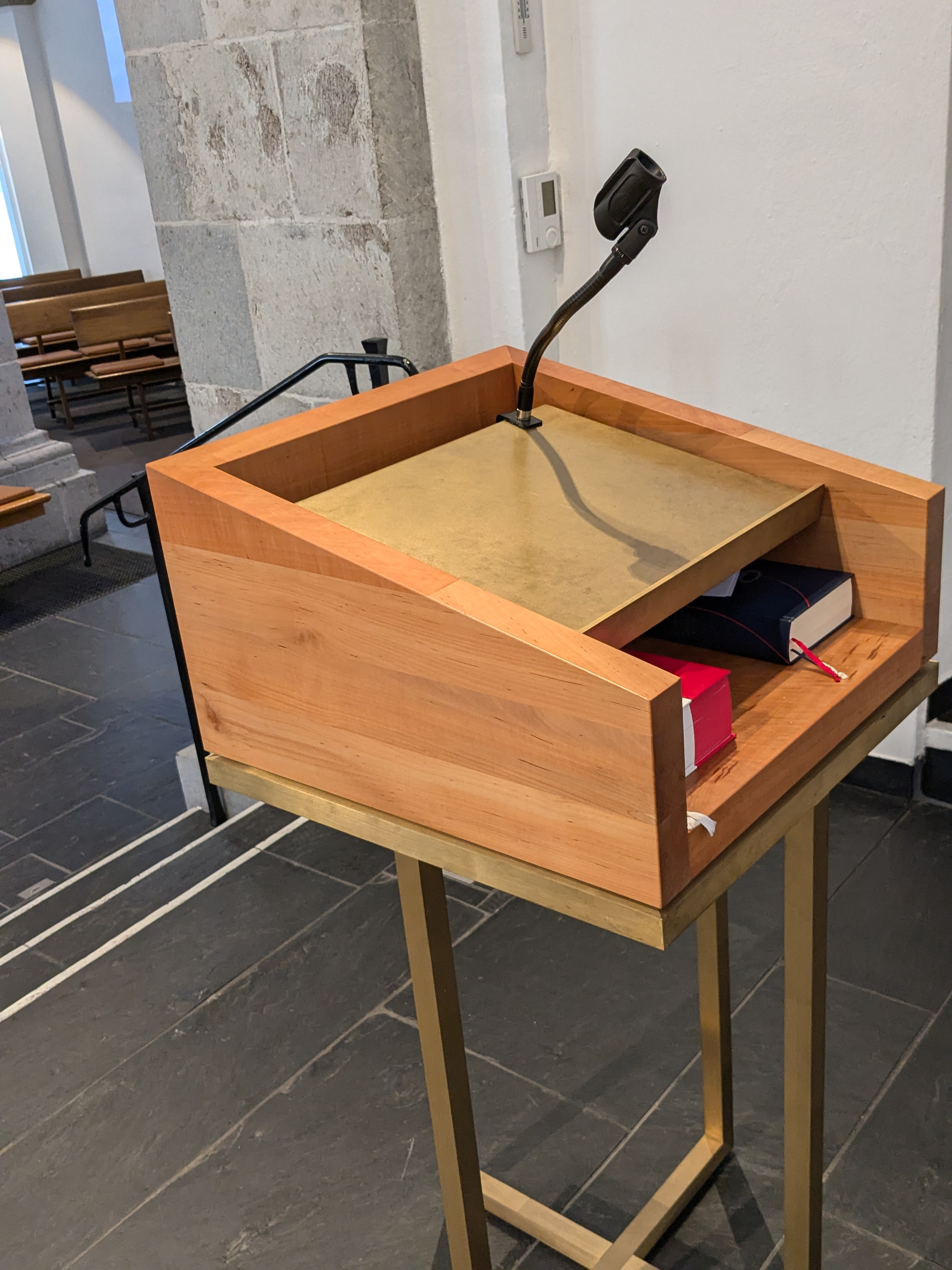
Lesepult

Die evangelische Kirche erhielt 1705 eine geschnitzte Kanzel. Sie wich 1967 einer schlichten Kanzel.
Bei den Renovierungsarbeiten 2017 wurde die Kanzel durch ein Lesepult aus gebürstetem Messing und Birnenholz ersetzt.

### Altar

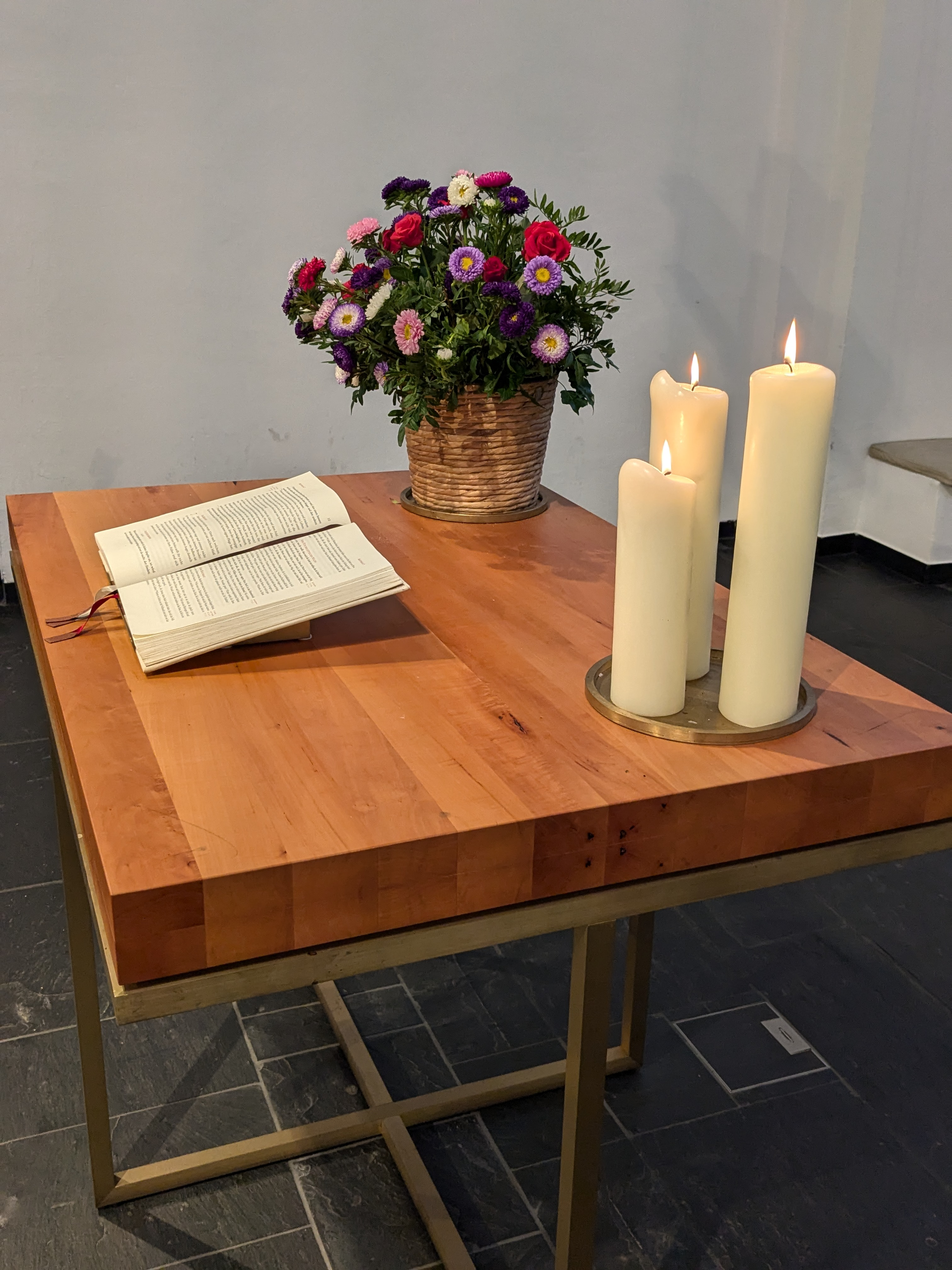
Abendmahltisch

Die ursprüngliche steinerne Altarplatte wurde bei den Umbauarbeiten ab 1965 herausgenommen. Sie dient heute als Grundstein der Friedenskirche im Norden von Hilden. Sie befindet sich in der Friedenskirche im Gesellschaftsraum und ist gut sichtbar.
Der steinerne Altar in U-Form wurde bei den Renovierungsarbeiten 2017 durch einen Abendmahltisch ersetzt.

### Taufbecken

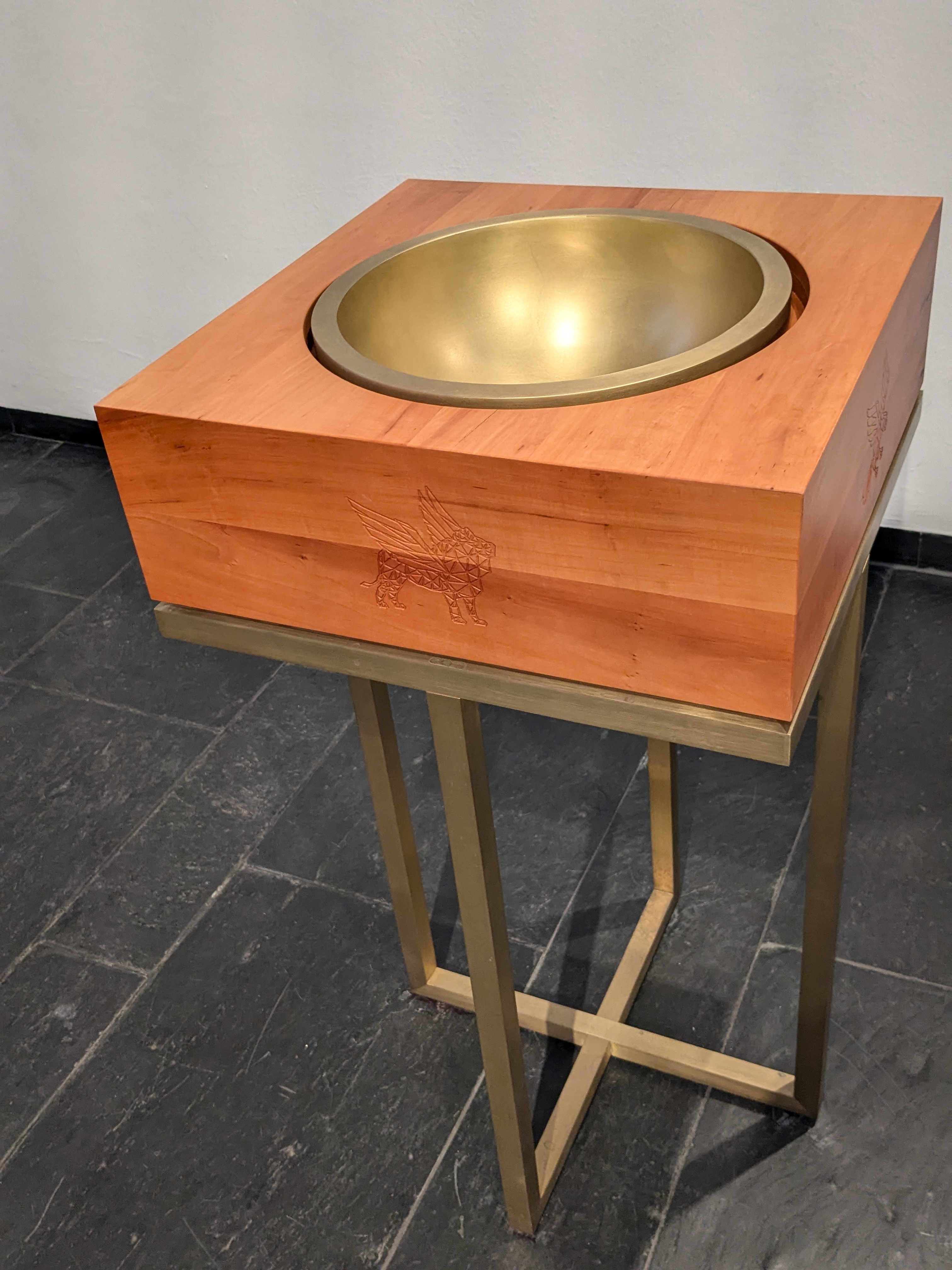
Taufbecken

Bei den Renovierungsarbeiten 2017 wurde das Taufbecken durch ein neues ersetzt. Das halbkugelförmige Taufbecken besteht aus gebürstetem Messing und der Taufbeckenhalter aus Birnenholz. Das ehemalige Taufbecken steht noch in einem Seitenschiff und trägt heute die Konfirmationskerzen.

### Kerzenhalter

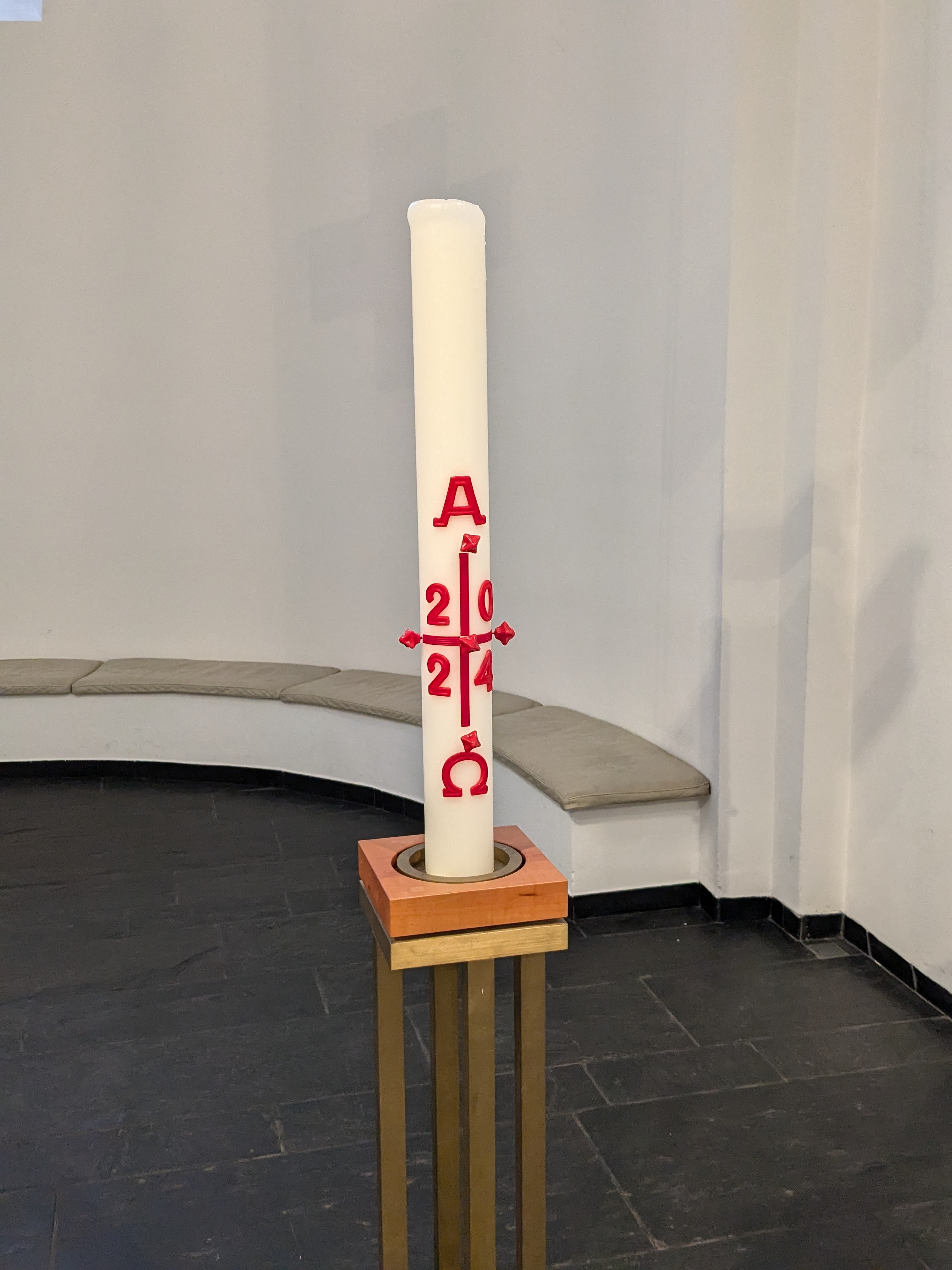
Kerzenständer

Bei den Renovierungsarbeiten 2017 wurde der Altarraum mit einem Kerzenhalter für die Osterkerze ergänzt.

### Kreuz
Über dem Alter schwebt ein versilbertes, bronzenes Kreuz. Es stammt vom Gold- und Silberschmied Hermann Jünger.

### Säulenkapitelle
Jeweils im Sturzflug flankieren die ornamentale Darstellungen eines Drachen (rechts vom Altar aus betrachtet) und eines Adlers (links vom Altar aus betrachtet) den Chorbogen.

### Vlies an der Orgelempore

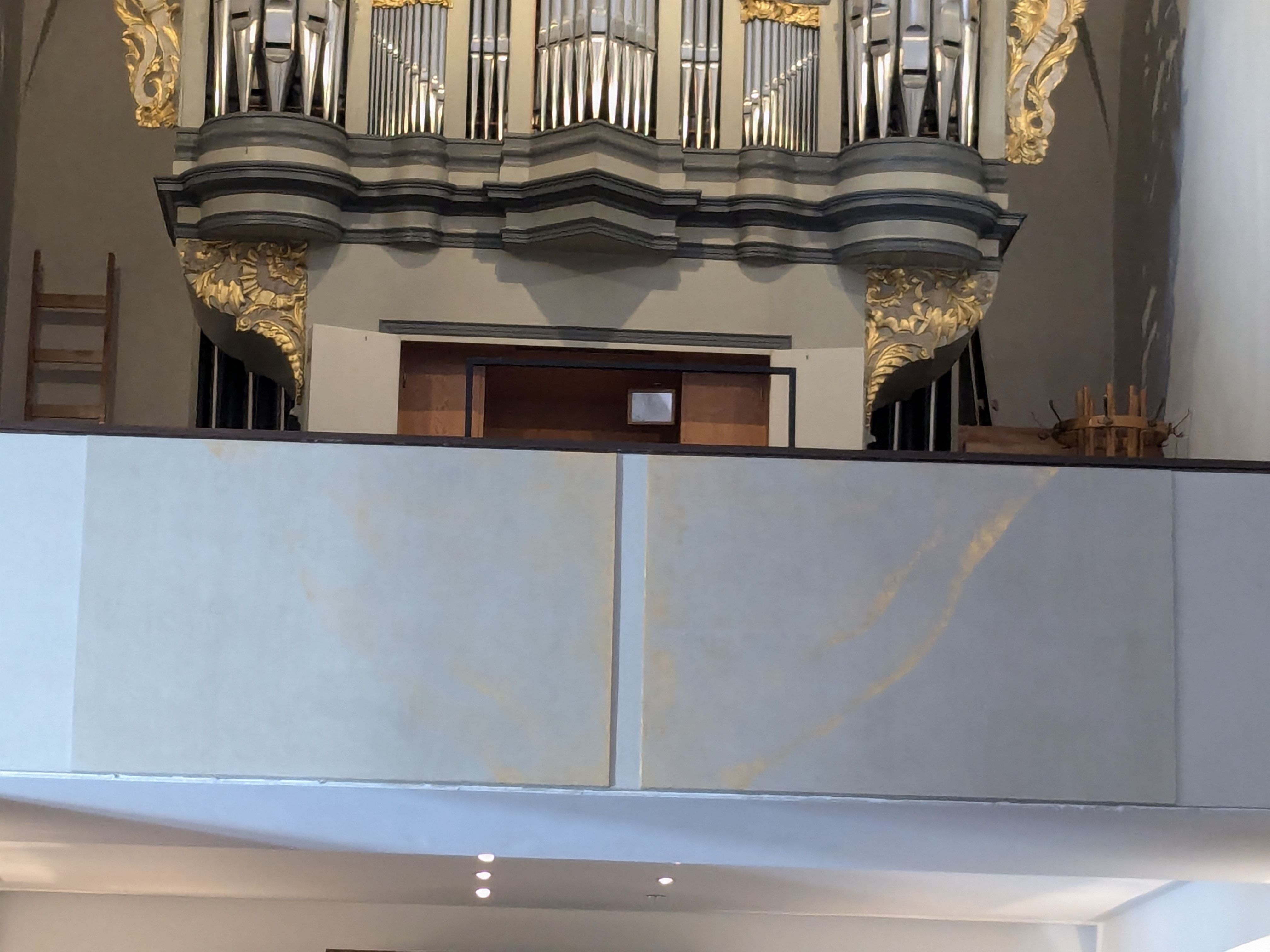
Vlies

Zwei Tafeln der Künstlerin Katharina Gun Oehlert glänzen gülden an der Frontkante der Orgelempore. Man sieht sie vom Altar aus, wenn das Licht günstig darauf fällt.

### Bestuhlung
Ursprünglich gab es Sitzreihen mit Türchen an der Seite. Zeitweise waren die Sitze nummeriert und für bestimmte Persönlichkeiten oder Familien reserviert gewesen. Die Kirche bekam 1859 einheitliche Bänke.
Seit Kriegsende hatte sich die Bevölkerungszahl von 25 280 (1945) auf 50 230 (1970) verdoppelt. Deshalb wurden, um möglichst viele Sitzplätze zu schaffen, bei den Renovierungsarbeiten 1965–1968 durchgehende Sitzreihen ohne Gang in der Mitte eingebaut. Brautpaar und Pfarrer zogen an den beiden Seiten in die Kirche ein. Beim Auszug vertauschten sie die Seiten.
Mit der Einweihung der Friedenskirche 1968 im Norden und der Jesus-Christus-Kirche 1977 im Osten entspannte sich die Lage.
Der Mittelgang der Sitzreihen wurde 2002 durch Zersägen wieder geschaffen, sodass jetzt Brautpaar und Pfarrer gemeinsam vom jetzigen Haupteingang an der Turmseite zum Altar ziehen können.

### Orgel

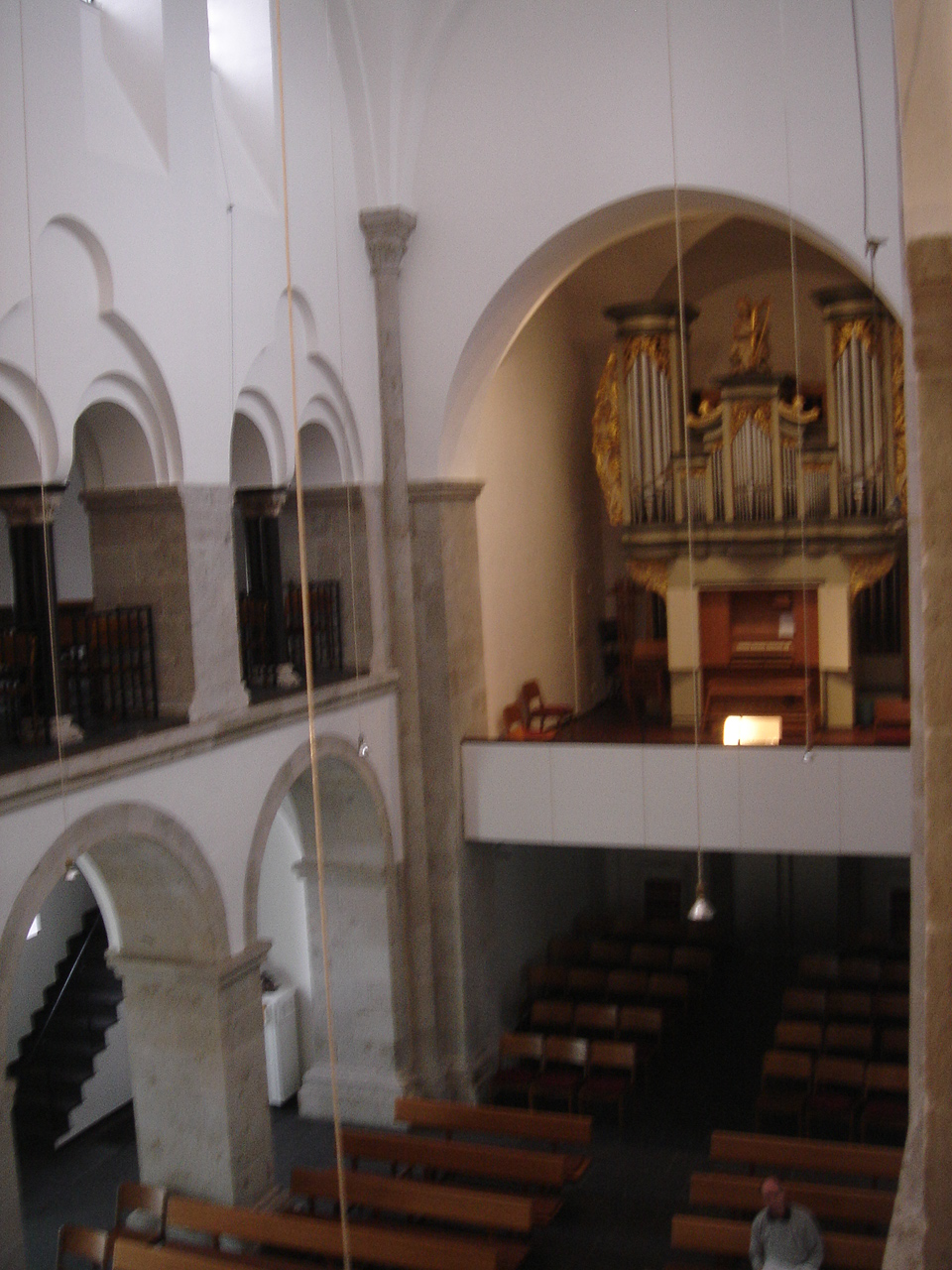
Blick auf die Orgel im Raumensemble

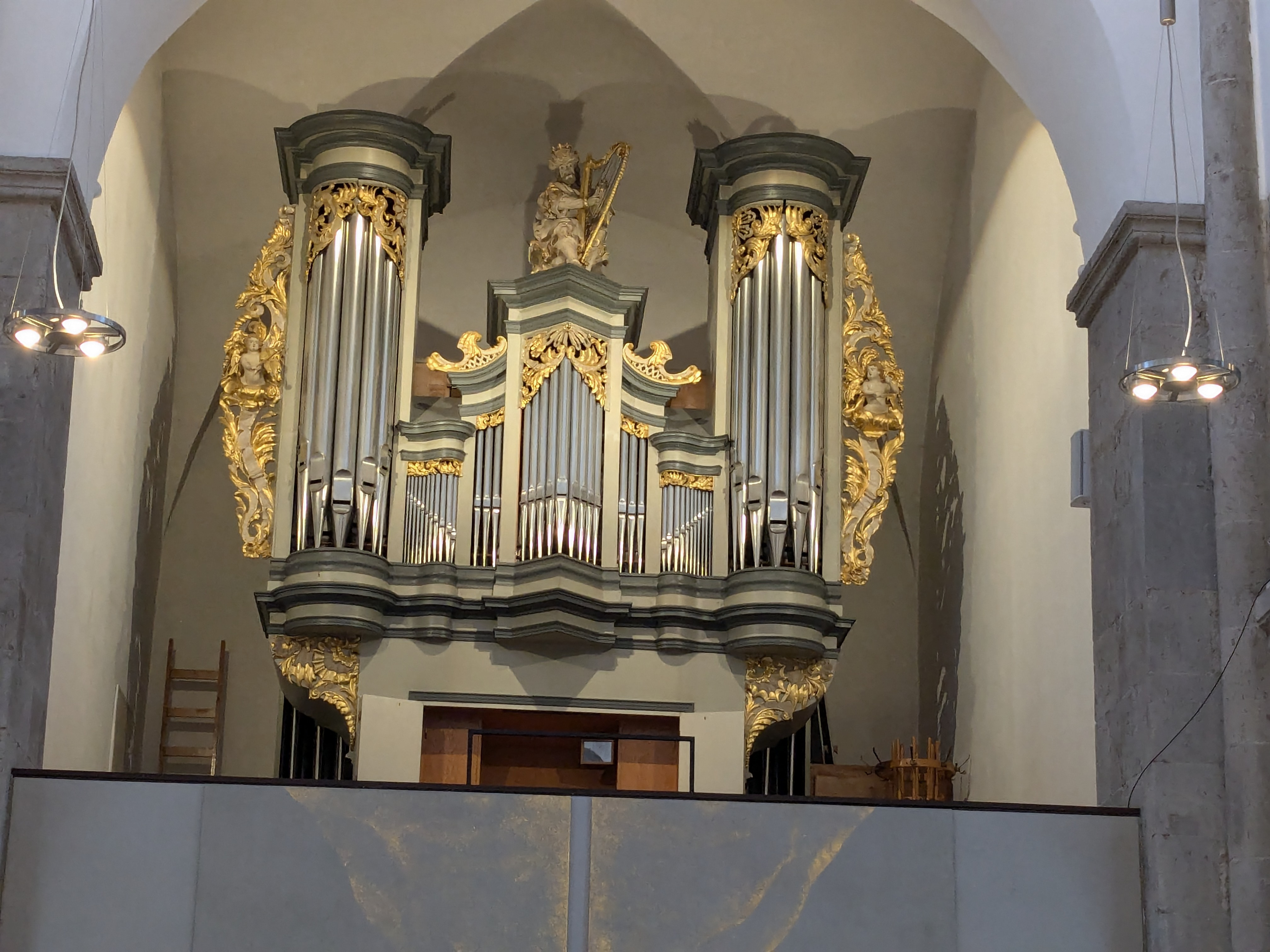
Orgelprospekt von 1754

Die erste Orgel in der Evangelischen Kirche wurde am 30. Juni 1754 eingeweiht. Im Dezember 1751 war der Vertrag zwischen der reformierten Gemeinde und dem Orgelbauer Johann Wilhelm Schöler (Bad Ems) zum Bau einer Orgel unterschrieben worden. Für die Orgel wurde eine Orgelempore eingezogen. Der Zugang erfolgte ehemals über die nördliche Empore.
Erhalten ist von diesem Instrument der prachtvolle, barocke Orgelprospekt aus geschnitztem Lindenholz, welcher zum Teil mit Blattgold überzogen ist. Er zeigt König David, dargestellt mit einer Harfe, flankiert von zwei musizierenden Engelsfiguren. Der Prospekt nimmt damit Bezug auf Verse des Psalms 150 im Alten Testament („Lobet ihn [den Herrn] mit Psalter und Harfen! Lobet ihn mit Saiten und Pfeifen… Alles was Odem hat, lobe den Herrn.“)
Das Orgelwerk von Schöler war mit 12 Registern auf einem Manualwerk ein vergleichsweise kleines Instrument. Das Pedal war angehängt. Das Instrument hatte keine eigenen Pedalregister. Im Laufe der Zeit wurde die Orgel mehrfach umgebaut und erweitert. Im Jahre 1897 ergänzte der Orgelbauer Ernst Seifert (Köln) das Instrument um ein zweites Manualwerk und ein eigenständiges Pedalwerk und stattete es mit einem elektrischen Gebläse aus, das den bis dahin notwendigen Bälgetreter ersetzte. 1940 wurde die Orgel durch die Firma Eberhard Friedrich Walcker aus Ludwigsburg umgebaut. Das Instrument hatte zuletzt 28 Register auf zwei Manualen und Pedal.
Im Zuge der Restaurierung der Kirche wurden das Orgelgehäuse und der Prospekt in Verbindung mit dem Amt für Denkmalpflege in den Jahren 1965–1970 in Bonn von dem Restaurator Hans Schüttler aus Beuel-Niederholtorf von Grund auf überholt. Das Zierwerk wurde neu vergoldet und mit einem neuen Anstrich in lichtgrauen Grundton versehen. Das Holzwerk ist oliv bis lindgrün abgesetzt. Außerdem wurde im Zuge der Kirchen-Restaurierung die Orgelempore tiefer gelegt, nachdem über der Empore ein neues Gewölbe um ca. 2,5 m tiefer als das ursprüngliche eingezogen worden war. Der Zugang zur Empore erfolgt seitdem über eine separate Wendeltreppe im Turm. Da sich durch diesen Umbau die Akustik in der Kirche verschlechtert, wurden in den Seitenschiffen und auf den Emporen Teppichmatten gelegt, um den Hall zu vermindern.

1970 wurde das störanfällige Orgelwerk durch ein neues Werk im alten Gewand ersetzt. Das heutige Orgelwerk wurde von dem Orgelbauer Karl Schuke (Berlin-Zehlendorf) erbaut und am 28. Juni 1970 eingeweiht. Das Schleifladen-Instrument hat 24 Register (ca. 1600 Pfeifen) auf zwei Manualen und Pedal. Die Steuerung der Register erfolgt über Schleifenzugmagnete. Das Gehäuse wurde nach hinten erweitert; im historischen Teil befindet sich das Hauptwerk, in dem neu angebauten Gehäuseteil das Pedal und das Schwellwerk.
| I Hauptwerk C-g3 |                   |       |
| 1.               | Principal         | 8′    |
| 2.               | Gedackt           | 8′    |
| 3.               | Oktave            | 4′    |
| 4.               | Flute douce       | 4′    |
| 5.               | Waldflöte         | 2′    |
| 6.               | Mixtur IV-VI fach | 1 ⁄3′ |
| 7.               | Dulcian           | 16′   |
| 8.               | Trompete          | 8′    |

| II Schwellwerk C-g3 |                  |       |
| 9.                  | Rohrflöte        | 8′    |
| 10.                 | Salicional       | 8′    |
| 11.                 | Principal        | 4′    |
| 12.                 | Quintade         | 4′    |
| 13.                 | Oktave           | 2′    |
| 14.                 | Sesquialtera IIf |       |
| 15.                 | Quinte           | 1 ⁄3′ |
| 16.                 | Scharff III-IVf  | 1⁄2′  |
| 17.                 | Trichterregal    | 8′    |
| 18.                 | Tremulant        |       |

| Pedalwerk C-f1 |                   |     |
| 19.            | Subbass           | 16′ |
| 20.            | Principalbass     | 8′  |
| 21.            | Hohlflöte         | 4′  |
| 22.            | Bauernflöte       | 2′  |
| 23.            | Hintersatz V fach | 4′  |
| 24.            | Posaune           | 16′ |
| 25.            | Trompete          | 8′  |

- Normalkoppeln: II/I, I/P, II/P
- Mechanische Spieltraktur:
- Magnetgesteuerte Schleifenzüge:
- Spielhilfen: Elektronische Setzeranlage mit 8.000 Speichern und Sequenzer-Schaltung

Für die Begleitung der Chöre verfügt die Kirche über eine Truhenorgel, welche 1990 von Kreienbrink in Georgsmarienhütte bei Osnabrück gebaut wurde.
2016 wurde die Orgel umfassend renoviert und am Ostermontag der Gemeinde in einem großen Orgelkonzert vorgestellt.

## Portale
Die Kirche wurde ursprünglich durch die südlichen und nördlichen Seitenportale betreten.

### Südportal mit Bronzetür

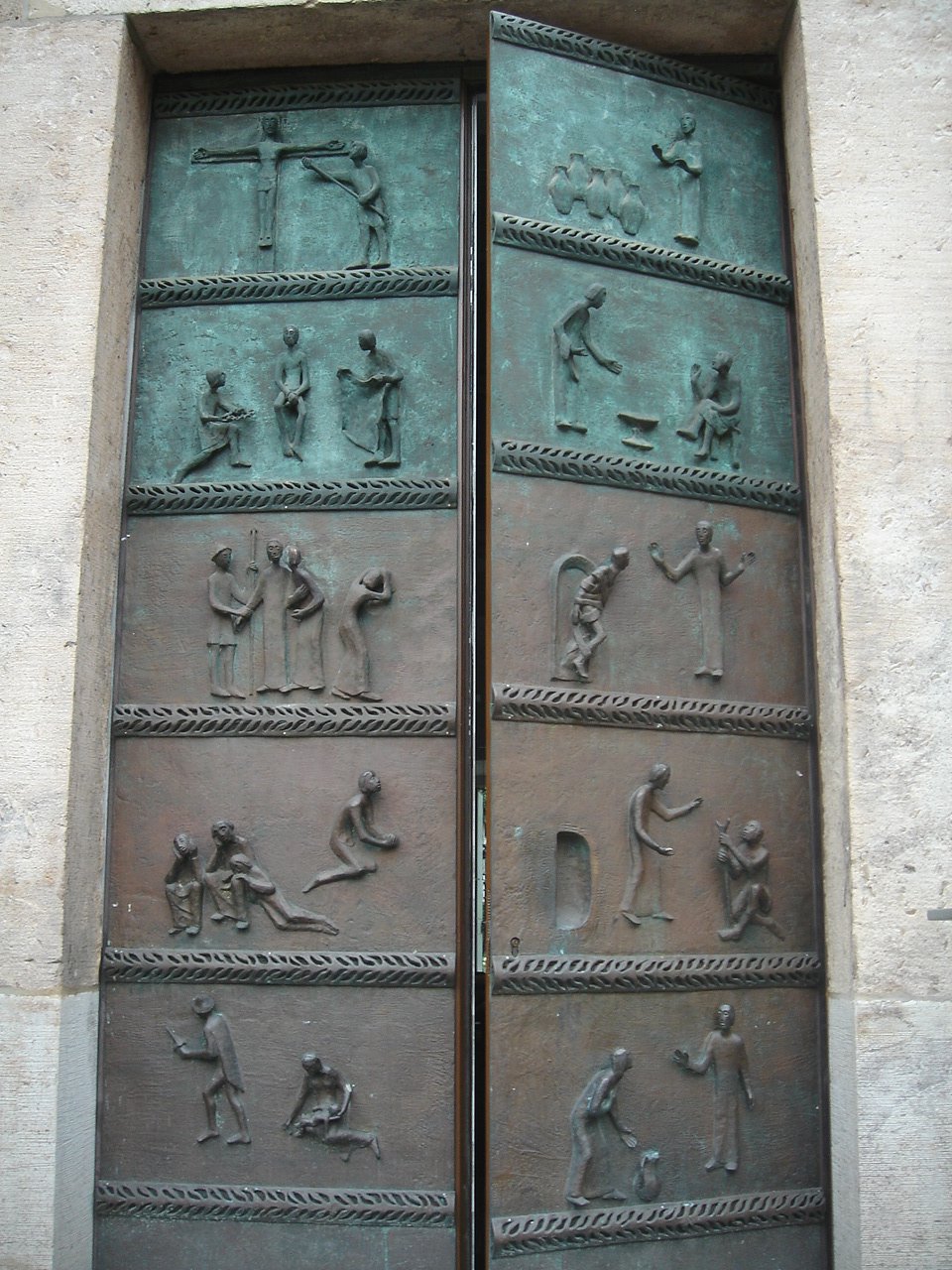
Südportal

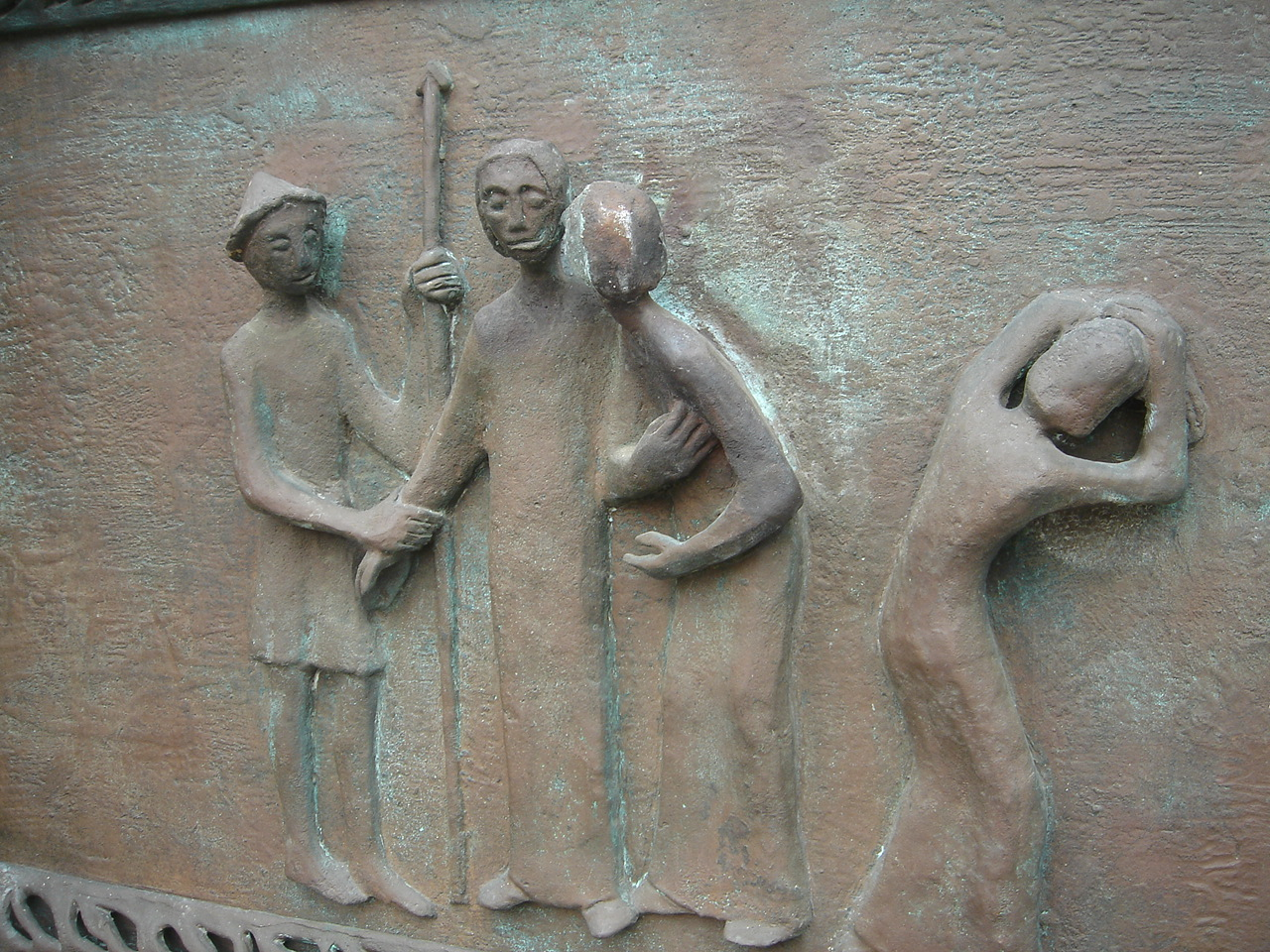
Südportal-Relief Judaskuss und Gefangennahme Christi

Die 1973 im Südportal angebrachte zweiflüglige Bronzetür wurde von dem Künstler Ulrich Henn (1925–2014) geschaffen. Es ist eine Stiftung eines anonymen Hildener Fabrikanten.
Bewusst ist die Tür zur belebten Mittelstraße hin gestaltet, um die Menschen zum Nachdenken einzuladen.
Sie ist mit zehn paarig angeordneten Hochreliefs dekoriert.
Ulrich Henn stellt auf dem rechten Flügel der Tür die Barmherzigkeit Jesu der Unbarmherzigkeit der Menschen auf dem linken Flügel gegenüber.
Auf der rechten Flügelseite „Barmherzigkeit Jesu“ (Johannes-Evangelium) zeigen die Reliefs von unten nach oben:
Gespräch Jesu mit der Samariterin am Jakobsbrunnen (Johannes 4); Heilung des einsamen Gelähmten am Teich Bethesda (Johannes 5); Auferweckung des Lazarus und Befreiung aus den Banden des Todes (Johannes 11); Fußwaschung Christi (Johannes 13); und die Umwandlung von Wasser zu Wein, Hochzeit zu Kana (Johannes 2).
Auf der linken Flügelseite „Unbarmherzigkeit der Menschen“ (Matthäus-Evangelium) zeigen die Reliefs von unten nach oben:
Kindermord von Bethlehem durch Herodes (Matthäus 2); Jünger schlafen im Garten Gethsemane (Matthäus 26); Kuss des Judas, die Gefangennahme (Matthäus 26); Die Verspottung (Matthäus 27); Kreuzigung und Tränkung Christi (Matthäus 27).

### Turmportal
Um Feuerlöschgeräte unterstellen zu können, wurde 1826 ein Portal in den Turm gebrochen.
Seit der Renovierung 1965–1968 ist das Turmportal der Haupteingang der Kirche.

## Turm

### Turmhelm
Der Turmhelm von der „Dritten Hildener Kirche“ besaß ursprünglich die Form einer stumpfen Pyramide und wirkte daher wuchtiger als der heutige Helm.
Ein Blitzeinschlag entzündete 1591 den Kirchturm. Der Brand konnte schnell gelöscht werden.
Der baufällige Turm stürzte am 28. Mai 1695 ohne äußere Einflüsse ein.
Schon am 29. Februar 1696 war die Grundsteinlegung des neuen Turms möglich. Er wurde 1696–1698 als dreigeschossiger Westturm mit einer achtseitigen Schieferpyramide dem überhöhten Mittelschiff vorgesetzt. Das Bruchsteinmauerwerk besteht aus Neanderthaler Kohlensandstein.
Dass man Teile der mittelalterlichen Turmmauern wieder verwertete, zeigt sich in den von außen sichtbaren eingemauerten Resten von Kapitellen der Turmwand.
Ein schreckliches Unwetter wehte 1705 den Turmhelm herunter.
Nachdem 1856 der Blitz in den Turm einschlug, bekam er 1860 einen Blitzableiter.

### Hahn

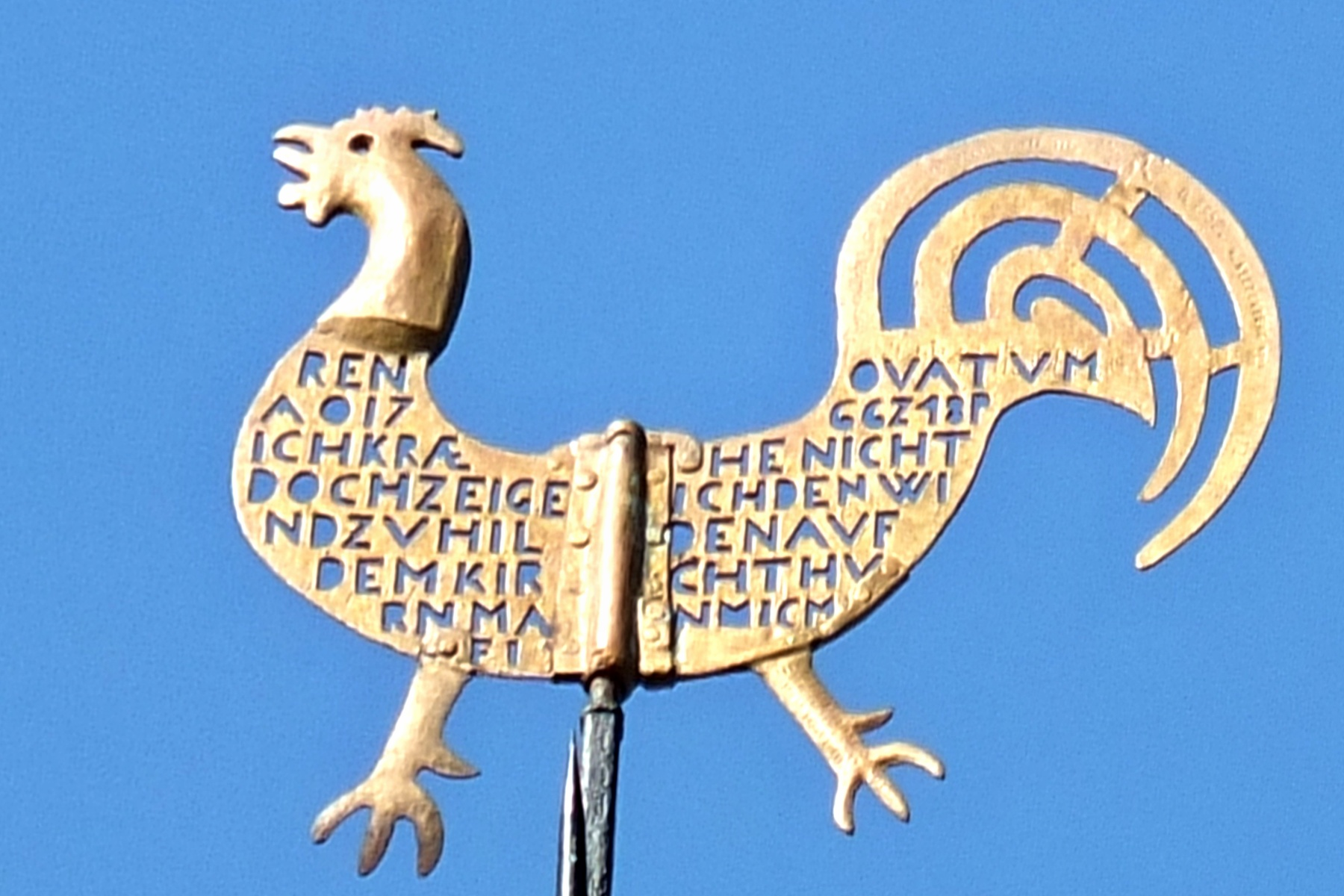
Hahn auf der Reformationskirche

In den Körper des Hahns auf dem Kirchturm ist eingestanzt zu lesen:
„Renovatum AO 1766 – Ich krähe nicht, doch zeige ich den Wind, zu Hilden auf dem Kirchthurm man mich find't“.
Ein Hahn auf dem Kirchturm erinnert symbolisch an das Wächteramt der Kirche, ihren Herrn Jesus Christus nicht zu verleugnen. Im Jahre 2005 wurde er restauriert, bekam ein fehlendes Bein ersetzt und wurde neu vergoldet.

### Kirchturmkreuz
Zur Weihnachtszeit wird das schmiedeeiserne Kreuz des Kirchturms seit einigen Jahren beidseitig mit einem Kreuz aus LED-Leuchten versehen und strahlt während dieser Zeit hell über die ganze Innenstadt.

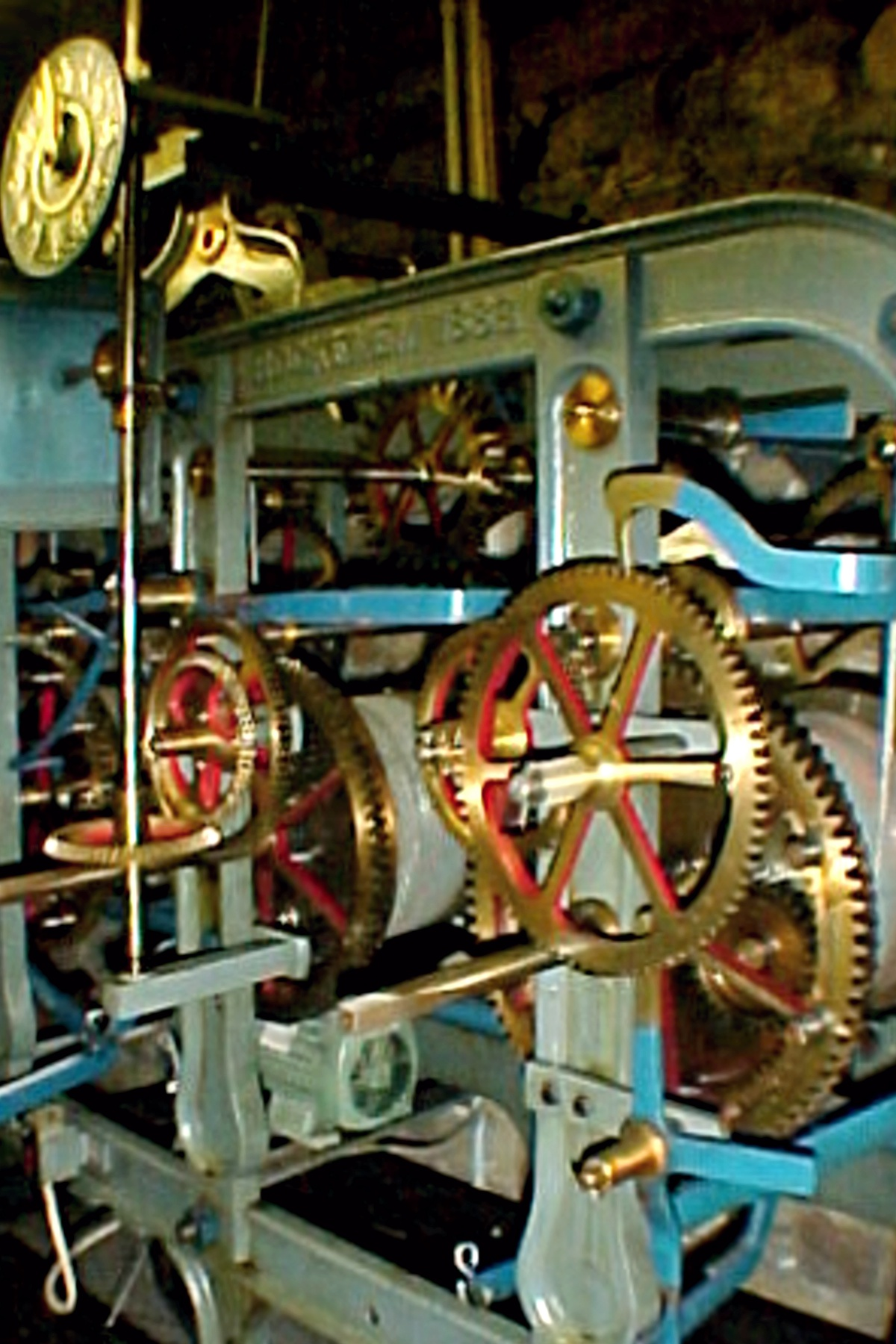
Turmuhrwerk von 1888

### Kirchturmuhr
Für die Kirche fertigte Meister Hinrich aus Zons 1521 eine erste Kirchturmuhr an, deren 8,1 kg schwerer Hammer die Glocke schlug. Das erste Uhrwerk ging mit der Zeit so ungenau, dass der Küster um 1862 zuerst mehrmals die Woche dann täglich zur Post laufen musste, um die Uhrzeit zu erfragen, um danach die Kirchturmuhr zu stellen. Das zweite Uhrwerk von J. F. Weule, Bockenem, stammt aus dem Jahr 1888. In Hilden wurde die Uhrzeit 1893 von Astronomischer Ortszeit um 32½ Minuten vorgestellt. Seitdem zeigt die Kirchturmuhr Mitteleuropäische Zeit an. Seit 1998 wird die Uhr sekundengenau über eine Funkuhr gesteuert. Das zweite mechanische Uhrwerk von 1888 mit seinen Gewichten steht noch im Turm und ist geschmiert.
Die Stundenglocken der Glockengießerei des Eisenwerks Franz Weeren in Berlin-Neubritz stammen von 1887. Der kleine Zeiger der Uhr ist 48 cm und der große Zeiger 70 cm lang. Die Ziffern sind 25 cm hoch und das Zifferblatt hat einen Durchmesser von 133 cm.

## Glocken
Im 14. Jahrhundert erhielt die Kirche eine Sturmglocke.
Die früheren drei Leutglocken aus Bronze (große Sturmglocke, mittlere Mittagsglocke und kleine Armesünderglocke) wurden 1821 auf dem ehemaligen Friedhofsgelände neben der Kirche gegossen. Die größte Glocke musste 1891 umgegossen werden, weil sie einen Sprung bekommen hatte. Sie wog 1.795 kg.
Während des Ersten Weltkriegs, kurz nach dem 22. Juli 1917, wurden die große und mittlere Glocke beschlagnahmt und noch im Turm zerschlagen, um sie anschließend zu Rüstungszwecken einzuschmelzen. 1919, nach Ende des Weltkriegs, wurden dann neue Glocken bei der Firma „Bochumer Verein für Gußstahlfabrikation“ aus Stahl bestellt. Die Glocken wiegen insgesamt 4.600 kg. Die größte Glocke hat einen Durchmesser von 1,73 m und wiegt 2.250 kg. Um ihr Platz zu machen, wurde die letzte alte Glocke, die kleine Bronzeglocke (Armesünderglocke) verkauft. Der inflationsbedingt hohe Kaufpreis für die Glocken von 60.000 Mark wurde durch Spenden eingesammelt und bar bezahlt.
Wegen des hohen Gewichts der neuen zwei Meter hohen Stahlglocken bekam der Kirchturm einen eisernen Glockenstuhl. Er wiegt allein schon 3.500 kg.
Am 28. November 1920 wurden die neuen Glocken geweiht.
Die jetzigen drei Stahlglocken (von 1920) aus Bochum tragen die Aufschrift „Glaube Liebe Hoffnung“. Sie sind in h°, d', f' gestimmt.
Im Zweiten Weltkrieg wurden die Glocken nicht eingezogen, weil sie aus Stahl waren. Sie erlitten keine Kriegsschäden.
Glockenmotiv ist ein verminderter Dreiklang oder Tritonus.

## Förderverein
Der 2000 gegründete Verein der Freunde und Förderer der Reformationskirche Hilden e. V. setzt sich zum Ziel, die Erhaltung, Gestaltung und Einrichtung der Kirche zu fördern. Außerdem will er helfen, die kulturelle Bedeutung des Bauwerks in der Gemeinde und in der Region herauszuheben. Dazu werden nicht nur Mitgliedsbeiträge erhoben und Spenden gesammelt, sondern auch entsprechende Veranstaltungen durchgeführt.
Offene Kirche
Die Reformationskirche ist an den Markttagen Mittwoch und Samstag jeweils von 10:30 Uhr bis 12:30 Uhr geöffnet.